# Leonard Nienhuis
Leonard Nienhuis (Groningen, 16 maart 1990) is een voormalig Nederlands profvoetballer die als doelman speelde.

## Clubcarrière

### FC Groningen
Nienhuis speelde als doelman in de jeugd van FC Groningen. In het seizoen 2011/12 verhuurde de club hem aan SC Veendam, waar hij zijn debuut in het betaald voetbal maakte en tot 34 wedstrijden kwam. 
In de zomer van 2012 werd hij verhuurd aan SC Cambuur, waar hij aanvankelijk als tweede doelman fungeerde achter Dennis Telgenkamp, die op zijn beurt weer werd gehuurd van Heracles Almelo. In maart 2013 won Nienhuis de concurrentiestrijd met Telgenkamp. Dat jaar werd hij met Cambuur kampioen in de eerste divisie en volgde promotie naar de Eredivisie. In de zomer van 2013 maakte Nienhuis transfervrij een definitieve overstap naar Cambuur, waar hij concurrentie kreeg van Ruud Swinkels. Dit seizoen startte Nienhuis als eerste doelman, waarna Swinkel halsoverkop weer vertrok. Ook in de seizoenen die volgden, was Nienhuis de eerste keeper. In mei 2016 degradeerde hij met Cambuur uit de Eredivisie. In de eerste divisie kreeg hij van nieuwe trainer Marcel Keizer het vertrouwen. Na het vertrek van Keijzer en de komst van Rob Maas raakte hij echter zijn basisplaats kwijt aan Harm Zeinstra en werd zijn contract niet verlengd.
In de zomer van 2017 tekende hij een eenjarig contract bij Sparta Rotterdam, waar hij tweede keeper was achter Roy Kortsmit. Na het jaar Sparta lukte het Nienhuis niet een nieuwe club te vinden. In oktober 2018 was hij twee dagen op proef bij N.E.C., maar zij boden hem geen contract aan. Hierop besloot hij zijn profloopbaan te beëindigen en zich te laten overschrijven naar VV Aduard 2000, waar hij het doel verliet en als middenvelder in het derde elftal ging spelen.
Na zijn actieve carrière ging hij werken als bewaarder in een gevangenis.

## Clubstatistieken
| Seizoen         | Club             | Competitie      | Competitie | Competitie | Beker | Beker | Internationaal | Internationaal | Overig | Overig | Totaal | Totaal |
| Seizoen         | Club             | Competitie      | Wed.       | Dlp.       | Wed.  | Dlp.  | Wed.           | Dlp.           | Wed.   | Dlp.   | Wed.   | Dlp.   |
| --------------- | ---------------- | --------------- | ---------- | ---------- | ----- | ----- | -------------- | -------------- | ------ | ------ | ------ | ------ |
| 2010/11         | FC Groningen     | Eredivisie      | 0          | 0          | 0     | 0     | 0              | 0              | 0      | 0      | 0      | 0      |
| 2010/11         | → SC Veendam     | Eerste divisie  | 34         | 0          | 1     | 0     | 0              | 0              | 0      | 0      | 35     | 0      |
| 2012/13         | → SC Cambuur     | Eerste divisie  | 8          | 0          | 2     | 0     | 0              | 0              | 0      | 0      | 10     | 0      |
| 2013/14         | SC Cambuur       | Eredivisie      | 31         | 0          | 3     | 0     | 0              | 0              | 0      | 0      | 34     | 0      |
| 2014/15         | SC Cambuur       | Eredivisie      | 34         | 0          | 0     | 0     | 0              | 0              | 0      | 0      | 34     | 0      |
| 2015/16         | SC Cambuur       | Eredivisie      | 29         | 0          | 1     | 0     | 0              | 0              | 0      | 0      | 30     | 0      |
| 2016/17         | SC Cambuur       | Eerste divisie  | 10         | 0          | 4     | 0     | 0              | 0              | 0      | 0      | 14     | 0      |
| 2017/18         | Sparta Rotterdam | Eredivisie      | 2          | 0          | 0     | 0     | 0              | 0              | 3      | 0      | 5      | 0      |
| Carrière totaal | Carrière totaal  | Carrière totaal | 148        | 0          | 11    | 0     | 0              | 0              | 3      | 0      | 162    | 0      |

## Erelijst
Met  SC Cambuur
| Nationaal               |    |         |
| Kampioen Eerste divisie | 1x | 2012/13 |